# Kanton Marange-Silvange
Marange-Silvange is een voormalig kanton van het Franse departement Moselle. Het kanton maakte deel uit van het arrondissement Metz-Campagne tot het op 22 maart 2015 werd opgeheven en de gemeenten werden toegevoegd aan het aangrenzende kanton Rombas.

## Gemeenten
Het kanton Marange-Silvange omvatte de volgende gemeenten:
- Amanvillers
- Bronvaux
- Fèves
- Marange-Silvange (hoofdplaats)
- Montois-la-Montagne
- Norroy-le-Veneur
- Pierrevillers
- Plesnois
- Roncourt
- Sainte-Marie-aux-Chênes
- Saint-Privat-la-Montagne
- Saulny